# Franz Xaver Messerschmidt
Franz Xaver Messerschmidt (Wiesensteig, 6 febbraio 1736 – Presburgo, 19 agosto 1783) è stato uno scultore tedesco, nipote dello scultore conterraneo Johann Baptist Straub e studente di Balthasar Ferdinand Moll all'Accademia di Belle Arti di Vienna.
È conosciuto soprattutto per le sue "teste di carattere", una serie di 69 busti (dei 100 originariamente previsti dallo scultore e dei quali appena 49 sono giunti a noi) rappresentanti 64 smorfie che, a quanto reso presente da Messerschmidt allo scrittore ed editore Christoph Friedrich Nicolai durante una visita di quest'ultimo all'artista nel 1781, erano quelle che esso eseguiva davanti ad uno specchio dandosi dei «pizzicotti qua e là». Lo scopo dei pizzicotti era quello di domare lo Spirito della proporzione che Messerschmidt affermava gli infliggesse dolori in varie parti del corpo a causa della gelosia provata dallo spirito verso lo scultore per le strabilianti scoperte di quest'ultimo sulle proporzioni umane, il cui segreto risiedeva nell'Hermes egiziano.